# William Bouverie
William Bouverie 1er comte de Radnor (26 février 1725 - 28 janvier 1776) est un pair britannique.

## Biographie

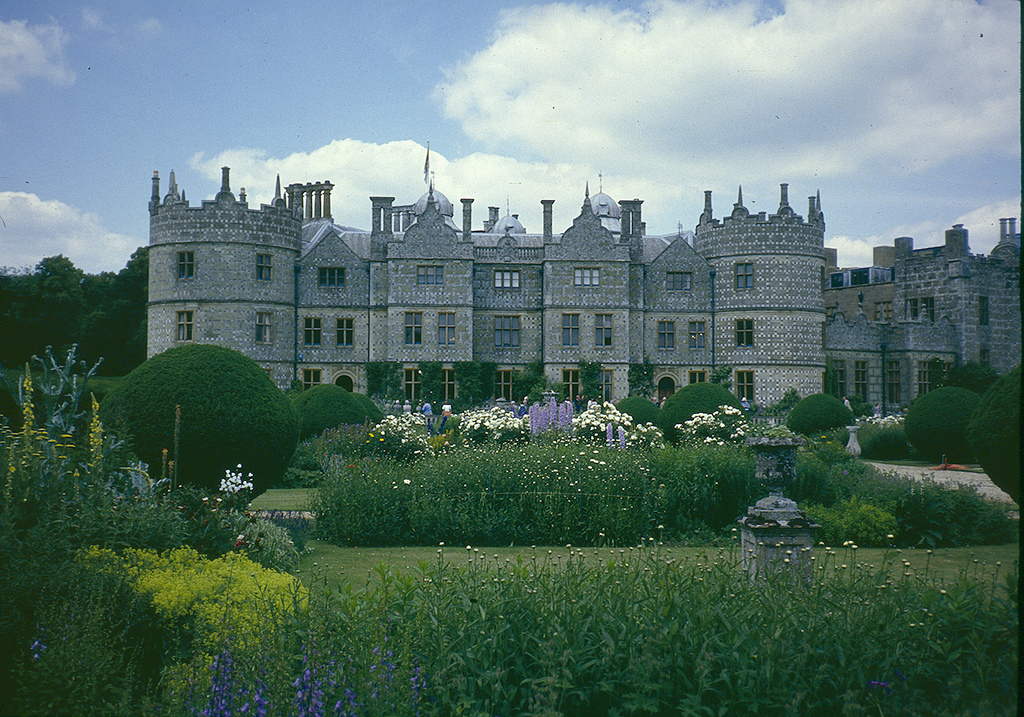
Château de Longford, Wiltshire - siège des comtes de Radnor

Il est le fils aîné de Jacob Bouverie (1er vicomte Folkestone) et de Mary Clarke, et fait ses études à l'University College d'Oxford.
Le 8 novembre 1750, il est nommé sous-lieutenant du Wiltshire. Le 22 septembre 1758, il est nommé sous-lieutenant de Berkshire. Il succède à son père comme vicomte Folkestone le 17 février 1761 et au poste d'enregistreur de Salisbury le 14 avril 1761. Le 31 octobre 1765, il est créé comte de Radnor et baron Pleydell-Bouverie.
Il est nommé membre de la Royal Society le 17 décembre 1767 et est élu gouverneur de l'hôpital français en 1770, le premier des neuf comtes de Radnor à occuper successivement ces fonctions.

## Famille
Il épouse tout d'abord Harriet Pleydell, fille de sir Mark Stuart Pleydell, baronnet, le 14 janvier 1748. Ils ont un fils:
- Jacob Pleydell-Bouverie (2e comte de Radnor) (4 mars 1750 - 27 janvier 1828)

Il épouse ensuite Rebecca Alleyne, fille de John Alleyne, le 5 septembre 1751, dont il a trois fils
- William Henry Bouverie (30 octobre 1752 - 1806)
- Bartholomew Bouverie (29 octobre 1753 - 31 mai 1835)
- Edward Bouverie (20 septembre 1760 - 30 décembre 1824)

En troisièmes noces, il épouse Anne Hales, fille de Thomas Hales (3e baronnet) et veuve d’Anthony Duncombe (1er baron Feversham), le 22 juillet 1765.